# 18. februar
18. februar je 49. dan leta v gregorijanskem koledarju. Ostaja še 316 dni (317 v prestopnih letih).

## Dogodki
- 3102 pr. n. št. - v skladu z astronomsko razpravo Surja Sidhanta naj bi se pričelo obdobje kali juge
- 1358 – s podpisom zadrskega miru se Benetke odrečejo obsežnim predelom vzhodne obale Jadranskega morja
- 1519 – Hernán Cortés odpluje proti Mehiki
- 1885 – Mark Twain v ZDA izda knjigo Huckleberry Finn.
- 1911 – med Alahabadom in Naimijem je prepeljana prva zračna pošta
- 1921 – Poljska in Francija podpišeta pakt o sodelovanju
- 1930 – Clyde William Tombaugh odkrije Pluton
- 1942 – japonska vojska se izkrca na Baliju
- 1943:
  - partizani napadejo kartuzijo Pleterje
  - Joseph Goebbels pozove k totalni vojni
- 1965 – Gambija postane neodvisna država
- 1982 – papež Janez Pavel II. beatificira renesančnega slikarja Janeza iz Fiesola, bolj znanega kot Fra Angelico oz. med ljudstvom že 500 let imenovanega kot blaženi Angelico
- 1987 – izide znamenita 57. številka Nove revije

## Rojstva
- 1201 – Nasir at-Tusi, arabski filozof, matematik, astronom, teolog, zdravnik, erudit († 1274)
- 1404 – Leone Battista Alberti, italijanski renesančni humanist, arhitekt, kriptograf in filozof († 1472)
- 1486 – Sri Chaitanya Mahaprabhu, hindujski svetnik, praktik bhakti joge, pripadnik obrednega čaščenja boga Krišne († 1534)
- 1516 – Marija I. Angleška († 1558)
- 1605 – Ibrahim al-Hakilani, maronitski učenjak († 1664)
- 1745 – Alessandro Volta, italijanski fizik († 1827)
- 1836 – Gadadhar Čatopadhjaja - Ramakrišna Paramahamsa, indijski neohinduistični filozof 'čistega monizma' (advaita vedanta) († 1886)
- 1838 – Ernst Mach, avstrijski fizik, filozof († 1916)
- 1841 – Gergel Lutar, slovenski posestnik in pisatelj na Ogrskem († 1925)
- 1849 – Jérôme Eugène Coggia, francoski astronom († 1919)
- 1860 – Anders Zorn, švedski slikar, jedkar († 1920)
- 1887 – Hajk Bžiškjan, častnik ruske carske vojske († 1937)
- 1895 – Semjon Konstantinovič Timošenko, ruski general († 1970)
- 1897 – Ivan Milev, bolgarski slikar († 1927)
- 1898 – Enzo Anselmo Ferrari, italijanski izdelovalec avtomobilov († 1988)
- 1914 – Ferdinand Chesarek, ameriški general slovenskega rodu († 1993)
- 1919 – Drago Leskovšek, slovenski kemik
- 1923 – Bojan Štih, slovenski pisatelj, publicist († 1986)
- 1933 – Yoko Ono, japonska umetnica
- 1950 – Cybill Shepherd, Ameriška filmska igralka
- 1954 – John Joseph Travolta, ameriški filmski igralec
- 1965 – Andre Romel Young - Dr.Dre, ameriški raper
- 1968 – Molly Ringwald, Ameriska filmski igralec
- 1974 – Urška Hrovat, slovenska alpska smučarka
- 1997 – Tilka Paljk, slovensko-zambijska plavalka

## Smrti
- 901 – Tabit ibn Kora, arabski astronom, matematik (* 826)
- 999 – papež Gregor V. (* 972)
- 1126 – Oton II., moravski vojvoda (* 1099)
- 1139 – Jaropolk II., kijevski veliki knez (* 1082)
- 1190 – Oton II., meissenški mejni grof (* 1125)
- 1218 – Bertold V., vojvoda Zähringena (* 1160)
- 1247 – Taddeo da Sessa, italijanski pravnik, svetovalec cesarja Friderika II. (* med 1190 in 1200)
- 1294 – Kublajkan, mongolsko-kitajski cesar (* 1215)
- 1379 – Albert II., prvi vojvoda Mecklenburga (* 1318)
- 1397 – Enguerrand VII. de Coucy, francoski plemič, baron de Coucyja, zet angleškega kralja Edvarda III. (* 1340)
- 1405 – Timurlenk, turško-mongolsko-perzijski osvajalec, ustanovitelj dinastije Timuridov (* 1336)
- 1455 – Fra Angelico, italijanski renesančni slikar (* 1395)
- 1535 – Heinrich Cornelius Agrippa, poznan tudi kot Agrippa iz Nettesheima, nemški humanist, okultist, kabalist, teolog, astrolog in alkimist (* 1486)
- 1546 – Martin Luther, nemški teolog (* 1483)
- 1564 – Michelangelo Buonarroti, italijanski slikar, kipar, arhitekt, pesnik (* 1475)
- 1679 – Anne Conway, vikontesa, angleška filozofinja (* 1631)
- 1748 – Otto Ferdinand von Abensperg und Traun, avstrijski feldmaršal (* 1677)
- 1780 – Kristijonas Donelaitis, litovski pesnik (* 1714)
- 1851 – Carl Gustav Jakob Jacobi, nemški matematik (* 1804)
- 1856 – baron Wilhelm von Biela, avstrijski častnik, ljubiteljski astronom (* 1782)
- 1862 – Pierre-Fidèle Bretonneau, francoski epidemiolog (* 1778)
- 1877 – Ernst Ludwig von Gerlach, pruski (nemški) sodnik, politik, urednik (* 1795)
- 1890 – Gyula Andrássy, madžarski državnik (* 1823)
- 1899 – Marius Sophus Lie, norveški matematik (* 1842)
- 1950 – Lovro Kuhar - Prežihov Voranc, slovenski pisatelj (* 1893)
- 1956 – Gustave Charpentier, francoski skladatelj (* 1860)
- 1957 – Henry Norris Russell, ameriški astronom, astrofizik (* 1877)
- 1964 – Joseph-Armand Bombardier, kanadski izumitelj in podjetnik (* 1907)
- 1967 – Julius Robert Oppenheimer, ameriški fizik (* 1904)
- 1973 – Francesco Castiglia - Frank Costello, italijansko-ameriški gangster (* 1891)
- 1992 – Sylvain Julien Victor Arend, belgijski astronom (* 1902)

## Prazniki in obredi
- dan neodvisnosti v Gambiji (1965)

## Goduje
- sveta Bernardka Soubirous
- sveti Flavijan